# 溪指鰧
溪指鰧（學名：Dactyloscopus amnis），為輻鰭魚綱䲁形目指鰧科指鰧屬的一個種，分布於中東太平洋墨西哥半鹹水域，深度0至15公尺，本魚身體扁平，向尾部逐漸變細，頭大，上面扁平，前面圓而窄，眼突出，位於短柄上，無乳突，管狀鼻孔，後鼻孔在前鼻孔基部附近開口，兩唇均有皮瓣，上唇13個、下唇18個，鰓蓋有14個流蘇狀突起，胸鰭通常有13條鰭條，尾基下無缺口，背鰭和臀鰭透過膜連接到尾基，側線鱗片42-45片，側線連續，在最後一節背棘下方向下彎曲，體色多變，頭部淺棕色至濃棕色雜色，口內有色素沉澱，體側有12條深色橫帶，體側有較窄的淺色空隙，空隙下方由沿上背部的縱紋連接，側腹有2條橫紋，沿側線及臀鰭以上，鰭淺棕色或有棕色條紋，背鰭硬棘16枚、背鰭軟條25枚、臀鰭硬棘2枚、臀鰭軟條30枚，體長可達9.3公分，棲息在沙底質河口區，生活習性不明。